# Teorema de Bertrand

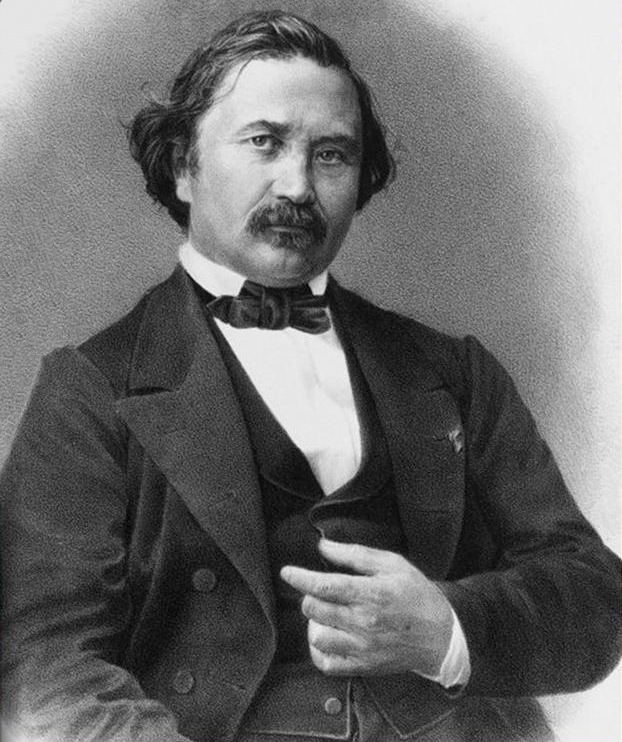
Joseph Bertrand

Em mecânica clássica, o teorema de Bertrand afirma que somente dois tipos de potenciais produzem órbitas fechadas estáveis: aquele devido a uma força central inversa ao quadrado da distância, como o potencial gravitacional e eletrostático,
{\displaystyle V(\mathbf {r} )={\frac {-k}{r}}}
e o potencial do oscilador harmônico radial,
{\displaystyle V(\mathbf {r} )={\frac {1}{2}}kr^{2}}

## Introdução geral
Todas as forças centrais atrativas podem produzir órbitas circulares, que são naturalmente órbitas fechadas. A única exigência é que a força central deve ser exatamente igual à força centrípeta, que determina a velocidade angular para um dado raio circular. Forças não-centrais (isto é, aquelas que dependem de variáveis angulares, bem como do raio) são ignoradas aqui, pois elas não produzem órbitas circulares em geral.
A equação de movimento para o raio {\displaystyle r} de uma partícula de massa m movendo-se em um potencial central {\displaystyle V(r)} é dada pelas equações de Lagrange
{\displaystyle m{\frac {d^{2}r}{dt^{2}}}-mr\omega ^{2}=m{\frac {d^{2}r}{dt^{2}}}-{\frac {L^{2}}{mr^{3}}}=-{\frac {dV}{dr}}}
Onde  {\displaystyle \omega \equiv {\frac {d\theta }{dt}}} e o momento angular {\displaystyle L=mr^{2}\omega } é conservado. Como ilustração, o primeiro termo do membro esquerdo da equação é nulo para órbitas circulares, e a força aplicada {\displaystyle {\frac {dV}{dr}}} é igual à força centrípeta {\displaystyle mr\omega ^{2}}, como esperado.
A definição de momento angular permite uma mudança de variável independente de {\displaystyle t} para {\displaystyle \theta }:
{\displaystyle {\frac {d}{dt}}={\frac {L}{mr^{2}}}{\frac {d}{d\theta }}},
Fornecendo a nova equação de movimento que é independente do tempo,
{\displaystyle {\frac {L}{r^{2}}}{\frac {d}{d\theta }}\left({\frac {L}{mr^{2}}}{\frac {dr}{d\theta }}\right)-{\frac {L^{2}}{mr^{3}}}=-{\frac {dV}{dr}}}
A equação torna-se quase linear ao fazer-se a mudança de variáveis {\displaystyle u\equiv {\frac {1}{r}}} e multiplicando-se ambos os lados por {\displaystyle {\frac {mr^{2}}{L^{2}}}} (ver também equação de Binet):
{\displaystyle {\frac {d^{2}u}{d\theta ^{2}}}+u=-{\frac {m}{L^{2}}}{\frac {d}{du}}V(1/u)}

## O teorema de Bertrand
Como mencionado acima, todas as forças centrais podem produzir órbitas circulares, dada uma velocidade inicial adequada. No entanto, se alguma velocidade radial é introduzida, essas órbitas não são necessariamente estáveis (ou seja, são órbitas de tempo infinito) ou fechadas (que retorna várias vezes ao mesmo ponto). Aqui, mostramos que órbitas exatamente fechadas e estáveis só podem ser produzidas por forças de quadrado inverso ou por potenciais do oscilador harmônico radial (condição necessária). Nas seções seguintes, mostramos que essas leis de força produzem órbitas exatamente fechadas e estáveis (condição suficiente).
Defina {\displaystyle J(u)} como
{\displaystyle {\frac {d^{2}u}{d\theta ^{2}}}+u=J(u)\equiv -{\frac {m}{L^{2}}}{\frac {d}{du}}V(1/u)=-{\frac {m}{L^{2}u^{2}}}f(1/u)}
Onde {\displaystyle f} representa a força radial. O critério para um movimento circular ideal de raio {\displaystyle r_{0}} é que o primeiro termo do lado esquerdo deve ser zero
{\displaystyle u_{0}=J(u_{0})=-{\frac {m}{L^{2}u_{0}^{2}}}f(1/u_{0})\quad \quad \quad \quad \quad \quad \quad \quad \quad \quad (1)},
onde {\displaystyle u_{0}\equiv 1/r_{0}}.
O próximo passo é considerar a equação de {\displaystyle u} para pequenas perturbações {\displaystyle \eta \equiv u-u_{0}} a partir das órbitas circulares ideais. No lado direito,a função {\displaystyle J} pode ser expandida como uma série de Taylor:
{\displaystyle J(u)\approx u_{0}+\eta J^{\prime }(u_{0})+{\frac {1}{2}}\eta ^{2}J^{\prime \prime }(u_{0})+{\frac {1}{6}}\eta ^{3}J^{\prime \prime \prime }(u_{0})+\ldots }
Substituindo esta expansão na equação de {\displaystyle u} e subtraindo os termos constantes, obtemos
{\displaystyle {\frac {d^{2}\eta }{d\theta ^{2}}}+\eta =\eta J^{\prime }(u_{0})+{\frac {1}{2}}\eta ^{2}J^{\prime \prime }(u_{0})+{\frac {1}{6}}\eta ^{3}J^{\prime \prime \prime }(u_{0})\ldots },
que pode ser escito como
{\displaystyle {\frac {d^{2}\eta }{d\theta ^{2}}}+\beta ^{2}\eta ={\frac {1}{2}}\eta ^{2}J^{\prime \prime }(u_{0})+{\frac {1}{6}}\eta ^{3}J^{\prime \prime \prime }(u_{0})\ldots \quad \quad \quad \quad \quad (2)}
onde {\displaystyle \beta ^{2}\equiv 1-J^{\prime }(u_{0})} é uma constante. {\displaystyle \beta ^{2}} deve ser não-negativo, caso contrário o raio da órbita poderia crescer exponencialmente a partir do seu valor inicial (A solução {\displaystyle \beta =0} corresponde a uma órbita perfeitamente circular). Se o segundo membro pode ser desprezado (ou seja, para pequeníssimas perturbações), as soluções são
{\displaystyle \eta (\theta )=h_{1}\cos(\beta \theta )}
onde a amplitude {\displaystyle h_{1}} é uma constante de integração. Para as órbitas serem fechadas, {\displaystyle \beta } deve ser um número racional. Além do mais, ele deve ser o mesmo número racional para todos os raios, uma vez que {\displaystyle \beta } não pode variar continuamente – os números racionais são totalmente "desconectados" uns dos outros. Usando a definição de {\displaystyle J} juntamente com a equação (1),
{\displaystyle J^{\prime }(u_{0})={\frac {2}{u_{0}}}\left[{\frac {m}{L^{2}u_{0}^{2}}}f(1/u_{0})\right]-\left[{\frac {m}{L^{2}u_{0}^{2}}}f(1/u_{0})\right]{\frac {1}{f(1/u_{0})}}{\frac {df}{du}}=-2+{\frac {u_{0}}{f(1/u_{0})}}{\frac {df}{du}}=1-\beta ^{2}}
Onde {\displaystyle {\frac {df}{du}}} é calculado em {\displaystyle (1/u_{0})}. Uma vez que isto deve valer para qualquer valor de {\displaystyle u_{0}},
{\displaystyle {\frac {df}{dr}}=\left(\beta ^{2}-3\right){\frac {f}{r}}},
o que implica que a força deve ser polinomial,
{\displaystyle f(r)=-{\frac {k}{r^{3-\beta ^{2}}}}}
Dai, {\displaystyle J} deve ter a forma geral
{\displaystyle J(u)={\frac {mk}{L^{2}}}u^{1-\beta ^{2}}\quad \quad \quad \quad \quad \quad \quad \quad \quad \quad \quad \quad \quad \quad \quad (3)}
Para mais desvios gerais da órbita circular (ou seja, quando não podemos desprezar os termos de ordem superior na expansão de Taylor de {\displaystyle J}), {\displaystyle J} pode ser expandido numa série de Fourier, por exemplo,
{\displaystyle \eta (\theta )=h_{0}+h_{1}\cos \beta \theta +h_{2}\cos 2\beta \theta +h_{3}\cos 3\beta \theta +\ldots }
Substituímos isto na equação (2) e igualamos os coeficientes pertencentes à mesma frequência, mantendo apenas os termos de ordem mais baixa. Como veremos abaixo, {\displaystyle h_{0}} e {\displaystyle h_{2}} são menores que {\displaystyle h_{1}}, sendo de ordem {\displaystyle h_{1}^{2}}. {\displaystyle h_{3}} e todos os outros coeficientes são pelo menos de ordem {\displaystyle h_{1}^{3}}. Isso faz sentido, pois {\displaystyle h_{0},h_{2},h_{3}...} devem desaparecer mais rapidamente que {\displaystyle h_{1}}, na aproximação de uma órbita circular:
{\displaystyle h_{0}=h_{1}^{2}{\frac {J^{\prime \prime }(u_{0})}{4\beta ^{2}}}}
{\displaystyle h_{2}=-h_{1}^{2}{\frac {J^{\prime \prime }(u_{0})}{12\beta ^{2}}}}
{\displaystyle h_{3}=-{\frac {1}{8\beta ^{2}}}\left[h_{1}h_{2}{\frac {J^{\prime \prime }(u_{0})}{2}}+h_{1}^{3}{\frac {J^{\prime \prime \prime }(u_{0})}{24}}\right]}
Do termo {\displaystyle \cos(\beta \theta )}, temos
{\displaystyle 0=\left(2h_{1}h_{0}+h_{1}h_{2}\right){\frac {J^{\prime \prime }(u_{0})}{2}}+h_{1}^{3}{\frac {J^{\prime \prime \prime }(u_{0})}{8}}={\frac {h_{1}^{3}}{24\beta ^{2}}}(3\beta ^{2}J^{\prime \prime \prime }(u_{0})+5J^{\prime \prime }(u_{0})^{2})}
onde no último passo substituímos os valores de {\displaystyle h_{0}} e {\displaystyle h_{2}}.
Usando as equações (3) e (1), podemos calcular as derivadas segunda e terceira de {\displaystyle J} em {\displaystyle u_{0}},
{\displaystyle J^{\prime \prime }(u_{0})=-{\frac {\beta ^{2}(1-\beta ^{2})}{u_{0}}}}
{\displaystyle J^{\prime \prime \prime }(u_{0})={\frac {\beta ^{2}(1-\beta ^{2})(1+\beta ^{2})}{u_{0}^{2}}}}
Substituindo estes valores na última equação, obtemos o principal resultado do teorema de Bertrand:
{\displaystyle \beta ^{2}\left(1-\beta ^{2}\right)\left(4-\beta ^{2}\right)=0}
Assim, os únicos potenciais que pode produzir órbitas estáveis, fechadas e não circulares são a lei da força de quadrado inverso ({\displaystyle \beta =1}) e o potencial do oscilador harmônico radial ({\displaystyle \beta =2}). A solução {\displaystyle \beta =0} corresponde ao órbitas perfeitamente circulares, como indicado acima.

## Forças de quadrado inverso (problema de Kepler)
Para uma lei de força de quadrado inverso, como o potencial gravitacional ou eletrostático, o potencial pode ser escrito como
{\displaystyle V(\mathbf {r} )={\frac {-k}{r}}=-ku}
A órbita {\displaystyle u(\theta )} pode ser derivado da equação geral
{\displaystyle {\frac {d^{2}u}{d\theta ^{2}}}+u=-{\frac {m}{L^{2}}}{\frac {d}{du}}V(1/u)={\frac {km}{L^{2}}}}
cuja solução é a constante {\displaystyle {\frac {km}{L^{2}}}} mais uma senóide simples
{\displaystyle u\equiv {\frac {1}{r}}={\frac {km}{L^{2}}}\left[1+e\cos \left(\theta -\theta _{0}\right)\right]}
onde {\displaystyle e} (a excentricidade) e {\displaystyle \theta _{0}} (a constante de fase) são constantes de integração.
Esta é a fórmula geral para uma seção cônica que possui um foco na origem. {\displaystyle e=0} corresponde a um círculo, {\displaystyle e<1} corresponde a uma elipse, {\displaystyle e=1} corresponde a uma parábola, {\displaystyle e>1} corresponde a uma hipérbole. A excentricidade {\displaystyle e} está relacionada com a energia total (ver vetor de Laplace-Runge-Lenz),
{\displaystyle e={\sqrt {1+{\frac {2EL^{2}}{k^{2}m}}}}}
A comparação entre essas fórmulas mostra que {\displaystyle E<0} corresponde a uma elipse, {\displaystyle E=0} corresponde a uma parábola e {\displaystyle E>0} corresponde a uma hipérbole. Em particular, {\displaystyle E=-{\frac {k^{2}m}{2L^{2}}}} para órbitas perfeitamente circulares.

## O oscilador harmônico radial
Para encontrar a órbita para o potencial do oscilador harmônico radial, é mais fácil trabalhar com as componentes {\displaystyle \mathbf {r} =(x,y,z)}. A energia potencial pode ser escrita como
{\displaystyle V(\mathbf {r} )={\frac {1}{2}}kr^{2}={\frac {1}{2}}k\left(x^{2}+y^{2}+z^{2}\right)}
A equação do movimento para uma partícula de massa m é dada por três equações de Lagrange independentes:
{\displaystyle {\frac {d^{2}x}{dt^{2}}}+\omega _{0}^{2}x=0}
{\displaystyle {\frac {d^{2}y}{dt^{2}}}+\omega _{0}^{2}y=0}
{\displaystyle {\frac {d^{2}z}{dt^{2}}}+\omega _{0}^{2}z=0},
onde a constante {\displaystyle \omega _{0}^{2}\equiv {\frac {k}{m}}} deve ser positiva (ou seja, {\displaystyle k>0}) para assegurar órbitas fechadas e limitadas; caso contrário a partícula voará para o infinito. As soluções destas equações do oscilador harmônico simples são semelhantes,
{\displaystyle x=A_{x}\cos \left(\omega _{0}t+\phi _{x}\right)}
{\displaystyle y=A_{y}\cos \left(\omega _{0}t+\phi _{y}\right)}
{\displaystyle z=A_{z}\cos \left(\omega _{0}t+\phi _{z}\right)}
onde as constantes positivas {\displaystyle A_{x}}, {\displaystyle A_{y}} e {\displaystyle A_{z}} representam a amplitude das oscilações e os ângulos {\displaystyle \phi _{x}}, {\displaystyle \phi _{y}} e {\displaystyle \phi _{z}} representam suas fases. A órbita resultante {\displaystyle \mathbf {r} (t)=\left[x(t),y(t),z(t)\right]} é fechada, uma vez que repete-se exatamente após um período:
{\displaystyle T\equiv {\frac {2\pi }{\omega _{0}}}}.
O sistema também é estável, pois pequenas perturbações nas amplitudes e fases causam alterações diminutas na órbita global.

## Referência
- Este artigo foi inicialmente traduzido, total ou parcialmente, do artigo da Wikipédia em inglês cujo título é «Bertrand's theorem», especificamente desta versão.

1. ↑  Bertrand J (1873). «Théorème relatif au mouvement d'un point attiré vers un centre fixe.». C. R. Acad. Sci. 77: 849–853